# Baby Shark's Grote Show!
Baby Shark's Grote Show! (Koreaans: 아기상어: 올리와 윌리엄) is een geanimeerde kindertelevisieserie gebaseerd op het merk "Baby Shark" van The Pinkfong Company. Nickelodeon Animation Studio coproduceert de show samen met Pinkfong.
Baby Shark's Grote Show debuteerde in Zuid-Korea op het Educational Broadcasting System (EBS) met een kerstspecial op 25 december 2020.  Vanaf september 2021 wordt de serie regelmatig uitgezonden op EBS1 op woensdag en donderdag. In de Verenigde Staten ging het op 11 december 2020 in première op Nickelodeon.

## Plot
In het onderwaterstadje Carnivore Cove beleeft Baby Shark verschillende muzikale avonturen met zijn beste vriend William, zijn andere vrienden en zijn familie.

## Personages

### Hoofdpersonen
- Brooklyn "Baby" Shark (ingesproken door Kim Seo-yeong in het Koreaans, Kimiko Glenn in het Engels, Roben Mitchell in het Nederlands) is een gele haai en de hoofdpersoon. De afleveringen "Sink or Swim", "Swimming with the Sharks", "Water Buggin'", "Monday Funday", "Shark House Rock", "Deep Dark Disco" en "Swim Break" concentreren zich op hem en zijn familie.
- William (ingesproken door Yeo Min-jeong in het Koreaans, in het Engels, Mark Omvlee / Reuben De Boel in het Nederlands) is een oranje, mannelijk loodsmannetje en de beste vriend van Brooklyn.
- Mommy Shark (ingesproken door Moon Nam-sook in het Koreaans, Natasha Rothwell in het Engels, Donna Vrijhof in het Nederlands) is een roze haai.
- Daddy Shark (ingesproken door Jeong Jae-heon in het Koreaans, Eric Edelstein in het Engels, Florus van Rooijen in het Nederlands) is een blauwe haai.
- Grandma Shark (ingesproken door Kim Eun-ah, Debra Wilson in het Engels, Melise de Winter in het Nederlands) is een oranje haai.
- Grandpa Shark (ingesproken door Lee Won-chan in het Koreaans, Patrick Warburton in het Engels, Marcel Jonker in het Nederlands) is een groene haai.

### Ondersteunende personages
- Chucks (stem van Yoon Eun-seo in het Koreaans, Alex Cazares in het Engels, Trevor Reekers in het Nederlands) is een paars, mannelijk zeepaardje die onhandig is.
- Vola (geluid van Kim Euh-ah in het Koreaans, Kimberly Brooks in het Engels, Lizemijn Libgott in het Nederlands) is een groene, vrouwelijke Octopus die tomboyachtig is en houdt van sport. Ze heeft twee moeders.[8]
- Mason (stem van TBA in het Koreaans, Teddy Walsh in het Engels, TBA in het Nederlands) is een rode, mannelijke krab.
- Goldie (geluid van Kim Bona in het Koreaans), Cole Escola in het Engels, Eva Burmeister in het Nederlands) is een gouden, vrouwelijke goudvis die vaak ijdel en flamboyant is.
- Hank (stem van Yoon Eun-seo in het Koreaans, Georgie Kidder in het Engels, Lottie Hellingman in het Nederlands) is een blauwe, mannelijke walvis en de jongste van Baby's vrienden. De afleveringen "Rocky-Bye", "Bad Hank", "Fort Fin-ship", "The Slug Hank Redemption", "Doctor Drama", "Sherman in the Middle", "Finception" en "The Cutie Pirate" richten zich op hem.
- Shadow (stem van Lee Sang Ho in het Koreaans, Cristina Pucelli in het Engels, Céline Purcell in het Nederlands) is een grijze, mannelijke haai en Baby's aartsrivaal.
  - Bait (stem van Jeong Jae-heon in het Koreaans, Rama Vallury in het Engels, Roben Mitchell in het Nederlands) is een mannelijke paarse vis die een van Shadow's sidekicks is.
  - Switch (stem van Kim Bona in het Koreaans, Tara Strong in het Engels, Nicoline Pouwer in het Nederlands) is een bruine, mannelijke engelvis die een van Shadow's sidekicks is.
  - Mariana (stem van TBA in het Koreaans, Carolina Ravassa in het Engels, Peggy Vrijens in het Nederlands) is Shadow's moeder.
  - Sledge (stem van TBA in het Koreaans, Antony Del Rio in het Engels, Kim van Zeben in het Nederlands) is Shadow's hamerhaai-neef.